# يردانجير (بالش)
يردانجير (بالفارسية: یردانجیر) هي قرية تقع في إيران في البلدة المركزية. يقدر عدد سكانها بـ 400 نسمة بحسب إحصاء 2016.